# Félin au Népal

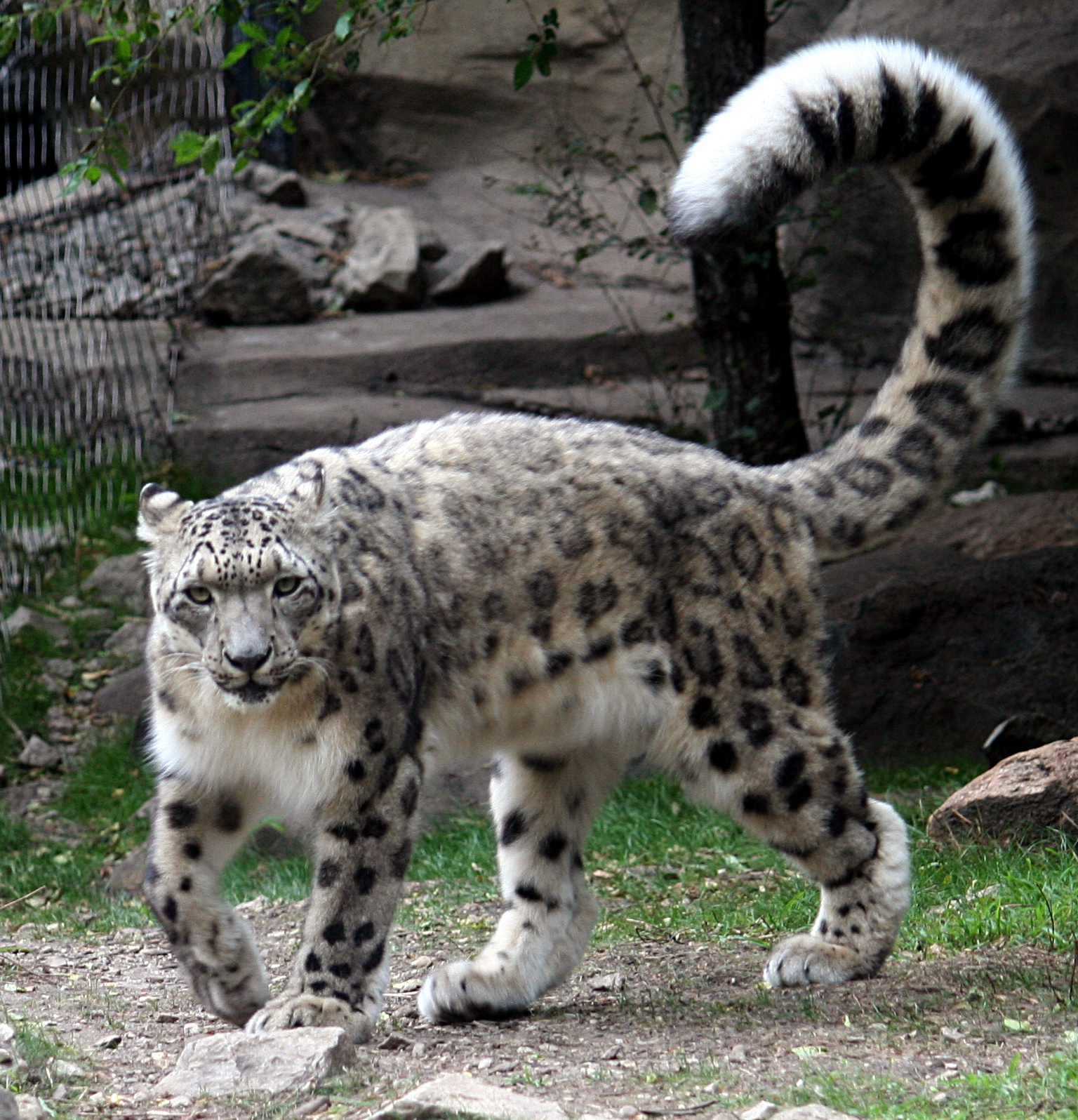
La Panthère des neiges est l'espèce de félins emblématique du pays.

Le Népal est un pays accueillant douze espèces de félins sauvages et le chat domestique.

## Espèces
Selon l'Union internationale pour la conservation de la nature, l'aire de répartition de douze espèces de félins sauvages recouvre le Népal : le tigre (Panthera tigris), la Panthère des neiges (Panthera uncia), le léopard (Panthera pardus), la Panthère nébuleuse (Neofelis nebulosa), le Chat de Temminck (Catopuma temminkii), le Chat marbré (Pardofelis marmorata), le Lynx boréal (Lynx lynx), le Chat pêcheur (Prionailurus viverrinus), le Chat rubigineux (Prionailurus rubiginosus), le Chat-léopard (Prionailurus bengalensis), le Manul (Otocolobus manul) et le Chaus (Felis chaus).

### Panthère des neiges
La Panthère des neiges est un félin emblématique du Népal et plusieurs études et observations sont disponibles. Ainsi, au Népal, la taille du territoire est estimée entre 12 et 39 km2. L'éloignement moyen entre les individus est d'au moins deux kilomètres. Le Grand bharal (Pseudois nayaur) est l'ongulé le plus chassé ; l'espèce s'attaque à plus grand qu'elle : par exemple, un sub-adulte de 20 kg s'est attaqué à un bharal de 55 kg. La Panthère des neiges chasse peut-être préférentiellement les ongulés mâles adultes : six individus adultes tués sur dix étaient des mâles, et parmi les ongulés six bharals sur sept étaient des mâles et les deux ibex également. La Panthère des neiges est un félin dont la saison de reproduction est très marquée, en raison des conditions climatiques extrêmes de son habitat. Au Népal, le pic de la saison de reproduction est en février. La Panthère des neiges préfère les zones où la pente est d'au moins 40°.
La population est estimée entre 300 et 500 individus en 2003.

### Panthère nébuleuse

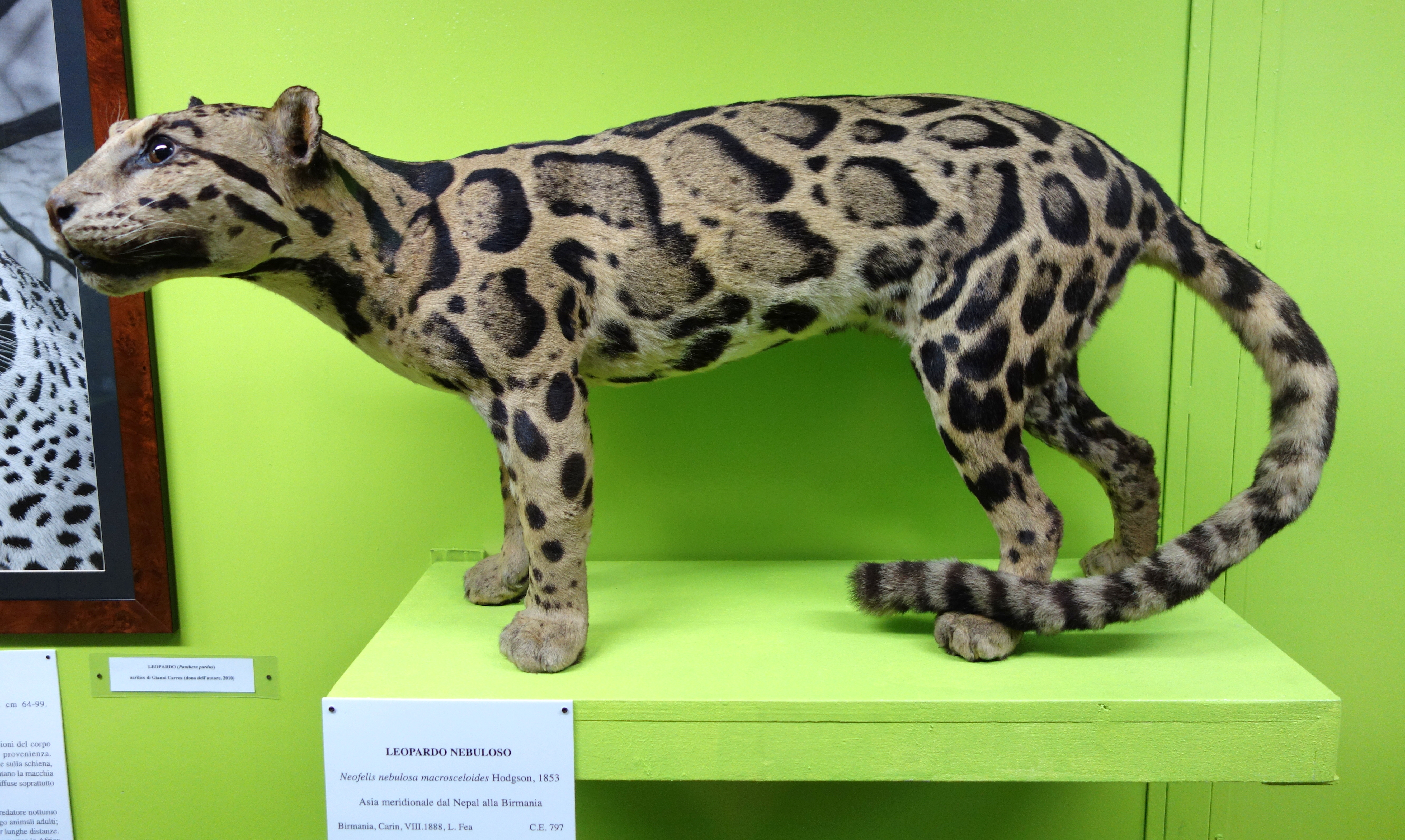
Neofelis nebulosa macrosceloides pourrait être la sous-espèce présente au Népal.

Les Panthères nébuleuses du Népal pourraient appartenir à la sous-espèce Neofelis nebulosa macrosceloides (Hodgson, 1853), dont l'aire de répartition s'étendrait du Népal au Myanmar. Cette sous-espèce est décrite à partir d'un spécimen venant du Népal. En dehors du nom, aucune description n'a jamais été reportée. Les analyses génétiques et morphométriques de 2006 ne donnent aucune preuve tangible de l'existence de cette sous-espèce.
Au Népal, la Panthère nébuleuse est présente dans l'aire de conservation de l'Annapurna, le parc national de Langtang, le parc national de Shivapuri Nagarjun, le parc national de Chitawan et l'aire de conservation du Kanchenjunga. Il est probable que l'espèce soit présente dans le parc national de Makalu Barun. En dehors des aires protégées, la Panthère nébuleuse est visible dans les districts de Kaski, Sunsari, d'Ilam et peut-être de Kailali et de Mugu.
Le zoo de Katmandou détient une ou plusieurs Panthères nébuleuses en 2011 selon le Clouded Leopard Project.

### Lynx boréal
Les indices de présence du Lynx boréal sont ténus et l'espèce est considérée comme rare. Le premier spécimen du Népal est collecté en 1976 dans le district de Mustang. La seconde observation est réalisée en 1985 dans la réserve de chasse de Dhorpatan. En 1993, un chaton de deux mois est capturé dans l'aire de conservation de l'Annapurna (district de Mustang) et placé dans le zoo de Katmandou en août 1993 où il restera jusqu'à sa mort en juin 2000. Durant les années 2000, aucune information n'est notée. Dans les années 2010, des recherches plus poussées ont permis d'identifier la présence du Lynx boréal dans les districts de Mustang, Dolpa et Humla. Les données sur ce félin sont très rares : lors de campagnes de collectes de fèces ou de pièges photographiques, les échantillons révélant la présence du Lynx boréal sont très rares (de 0 à 4,12 % pour les fèces et 0,06 % pour les pièges photographiques).
Le Lynx boréal dans l'Himalaya occupe probablement les versants nord des zones boisées de broussailles sèches et, au-dessus de la limite des arbres, des zones rocheuses arides. Au contraire des populations européennes, il occupe moins les forêts, sauf peut-être en hiver, où il descendrait pour chasser les chevrotains porte-musc. Dans le district de Dolpa, le contenu des fèces du Lynx boréal comprend en moyenne 56 % de poils de Lièvre laineux (Lepus oiostolus), 17,7 % de restes de pikas et de Campagnols des montagnes du genre Alticola, 9,7 % de poils de Marmotte de l'Himalaya (Marmota himalayana), 7 % de végétaux, 3,3 % de débris, 3,3 % de chèvre domestique et 3 % d'os d'espèces indéfinies. Les interactions avec le loup ou la Panthère des neiges sont mal connues. Les trois seuls spécimens observés montrent une robe non tachetée ou très faiblement tachetée.

### Léopard
La présence du léopard est confirmée au Népal dans l'aire de conservation de l'Annapurna.

### Chat-léopard
La présence du Chat-léopard est confirmée au Népal dans l'aire de conservation de l'Annapurna.

## Menaces et protection
Les os et d'autres parties du corps des félins, et notamment de la Panthère des neiges et de la Panthère nébuleuse sont très demandés dans la médecine traditionnelle chinoise en remplacement de ceux du tigre,. Dans les années 1990, les peaux de Panthère nébuleuse se trouvaient sur les marchés urbains de Katmandou, de Thaïlande et du Viêt Nam.Dans les années 2000, les manteaux en Panthère des neiges se vendent encore à la vue de tous dans les magasins de souvenirs népalais. 
La perte de l'habitat est une menace importante pour les félins du territoire népalais. La dégradation de l'habitat est due à l'utilisation du territoire pour l'élevage (création de pâturage ou pâture à l'intérieur des forêts), le développement d'infrastructures, et la pression de chasse sur les proies des félins. La création d'infrastructures est un risque émergent au Népal, où de nombreux projets hydroélectriques et routiers menacent l'habitat des félins, notamment la Panthère nébuleuse et du Lynx boréal. Le morcellement de l'habitat s'associe au risque plus élevé de dépression de consanguinité. 
La menace de piégeage en représailles de prédation sur le bétail est importante pour le Lynx boréal. Par exemple, dans l'aire de conservation de l'Annapurna, les populations vivent en dessous du seuil de pauvreté, avec bien moins que les 160 $ de revenu annuel moyen du Népal. Un foyer vit avec environ 26,6 animaux et une Panthère des neiges peut donc dévaster le troupeau familial en une seule nuit. Les recherches menées ont permis d'identifier les animaux les plus vulnérables (chèvres et moutons, notamment) et la présence de « points chauds » de prédation où les pertes s'élèvent de 14 à 20 % sur de courtes périodes.
Au Népal, le Lynx boréal est inscrit comme vulnérable sur la liste rouge nationale en raison d'indices des effectifs de l'espèce sur l'aire de répartition nationale, et est protégée par la loi sur la conservation de la nature et les parcs nationaux de 1973 (GoN 1973). La menace principale est la persécution par l'espèce humaine et les braconnages en représailles de prédation sur le bétail. Toutefois, l'espèce n'est pas incluse dans les mécanismes gouvernementaux de compensation financière en cas de prédation.